# Centro Universitário das Américas
Centro Universitário das Américas (FAM) é um instituição privada de ensino superior localizada no estado de São Paulo, no Brasil. É uma das mais conceituadas instituições do Brasil em diversas áreas do conhecimento obtendo nota máxima avaliativa do MEC em diversos cursos de graduação. Está situada na cidade de São Paulo e possui 5 campi na capital, sendo quatro localizados no bairro Consolação na qual se dividem entre unidades laboratoriais, auditório e administrativo. Além de possuir também, uma unidade no bairro da Mooca.
O curso de Medicina da FAM possui nota máxima do ministério da educação (Conceito 5). e detém um dos mais modernos centro de simulação realista do país, o  Hospital Simulado da FAM contempla mais estratégia educacional conhecida por simulação clínica de alta fidelidade, em que robôs com tecnologia de ponta reproduzem sinais clínicos de forma muito semelhante à realidade, aproximando os estudantes, desde o início do curso, do ambiente prático, facilitando e contextualizando o aprendizado.

## História

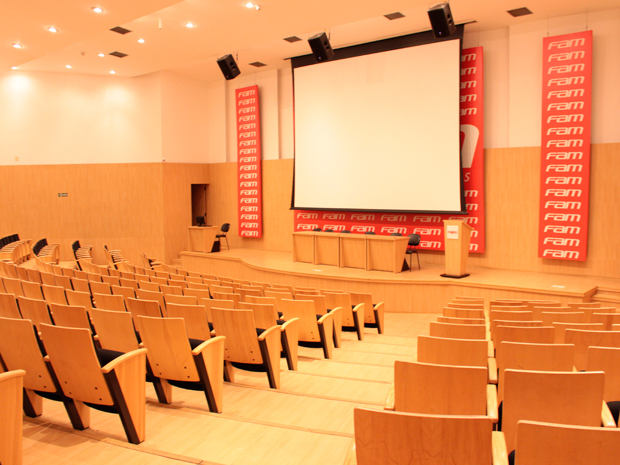
Auditório da FAM (Rua Augusta 973), local hoje restaurado que abrigou o antigo Teatro Regência

Fundada em 1998, como "Faculdade das Américas" teve início com a aquisição do antigo edifício-sede do Teatro Regência, localizado na Rua Augusta 973, com todo o passado cultural inscrito na história artística da cidade de São Paulo, principalmente nas décadas dos anos 60/70, onde e quando ocorreram diferentes manifestações cívico-artísticas que deram partida à rápida transformação da vida socioeconômica, artística e cultural paulistana.
Em 1995 o antigo edifício de vocação cultural passou por uma intervenção arquitetônica de três anos e foi totalmente adaptado para receber uma instituição de ensino. Na época, ele também mudou de nome, e passou a ser chamado de Edifício Yara Vianna Lamacchia, até que em janeiro de 1998 foi oficialmente inaugurado. Suas instalações foram projetadas dentro dos mais modernos padrões internacionais de conforto e segurança, e oferecem um espaço aberto e descontraído para estimular a troca de conhecimentos e o convívio social.
Da vocação de uma Casa de Cultura, o mantenedor transformou, em 1995, através de uma intervenção arquitetônica de três anos, o prédio-teatro, chamado agora de Edifício Yara Vianna Lamacchia.

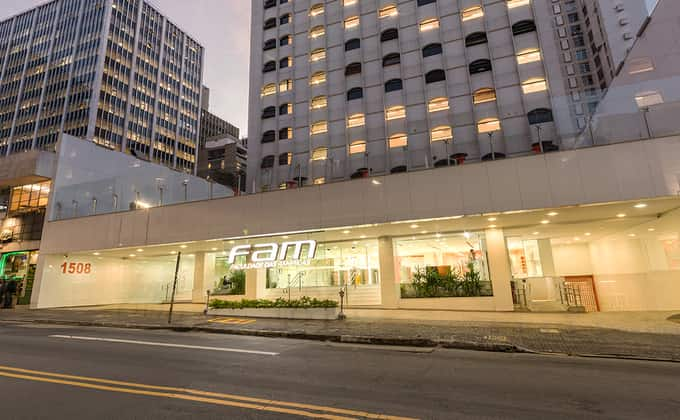
Campus Paulista (Rua Augusta 1508), abriga diversos cursos como o de Medicina onde detém o Hospital Simulado além de possuir Laboratórios do Curso de Gastronomia

No ano de 2020 é inaugurado o campus Moinho, com a restauração de um patrimônio histórico localizado na Mooca, o antigo Moinho Santo Antônio construído em 1909, que deteve diversas finalidades ao longo das últimas décadas como fábrica de tecidos, farinha, sabão, óleo vegetal, entre outros - e foi responsável pela ocupação da região, que em grande parte, veio para trabalhar nas fábricas ali localizadas. O novo Campus Mooca foi idealizado de forma inovadora, visando preservar a fachada histórica, mas por dentro os alunos encontram uma estrutura completamente renovada, moderna e tecnológica.

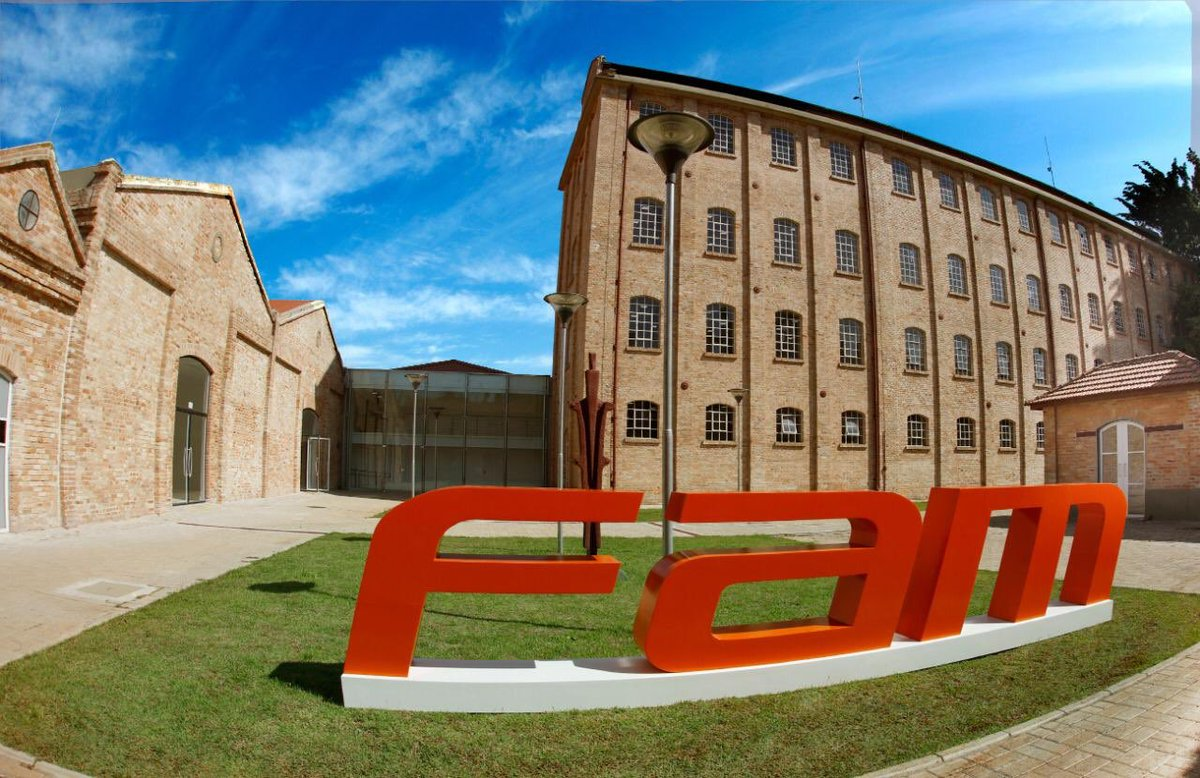
Campus Moinho, localizado no bairro da Mooca abriga diversos cursos como o de Medicina Veterinária e Arquitetura e Urbanismo